# Helena Kottler Vurnik
Helena Kottler Vurnik, rojena , avstrijsko-slovenska slikarka in oblikovalka, * 26. september 1882, Dunaj, Avstrija, † 4. april 1962, Radovljica.

## Življenje
Njen oče je bil Moriz Kottler, pravnik poštne direkcije, mati Bronislava (rojena Trug) je bila poljskega porekla. Po meščanski šoli se je štiri leta učila igrati klavir, izučila pa se je tudi v risanju in akvarelu, kar je bila običajna izobrazba meščanskih deklet. Takrat se ji je zbudila ljubezen do umetnosti in kljub nasprotovanju staršev se je za štiri leta vpisala na Grafični učni in eksperimentalni zavod, kjer se je učila slikanja z oljnimi barvami in obvladanja grafičnih tehnik (litografija, heliogravura in jedkanje). S šolanjem je nadaljevala na Umetnostni šoli za ženske in dekleta, saj vpis na likovno akademijo ženskam ni bil dovoljen. Ob koncu študija je dobila šestmesečno državno štipendijo, ki ji je omogočila potovanje v Italijo. Pet mesecev je tako preživela v okolici Modene, po vrnitvi pa si je z izkupičkom od prodanih del, nastalih v Italiji, najela in uredila atelje ter se kot ilustratorka zaposlila pri dunajskem dnevniku Extrablatt. S priporočili profesorja Ludwiga Michaleka je razstavljala v prodajnih galerijah in razstavnih prostorih Künstlerhausa. 
Pri delu za slovenskega biologa Franca Megušarja je maja 1913 spoznala arhitekta Ivana Vurnika in se z njim novembra istega leta poročila. Leta 1915 sta se preselila v Radovljico, čez pol leta pa je bil Vurnik vpoklican v vojsko, kjer je ostal do konca prve svetovne vojne. Nekaj časa je ostala sama v Radovljici, leta 1916 pa je odšla na Dunaj rodit hčer Miro. Po koncu vojne se je družina preselila v Ljubljano, kjer se je Vurnik zaposlil na novo ustanovljeni univerzi. Helena je selitev s svetovljanskega Dunaja v novo okolje doživljala kot pretres. Učila se je slovenščine, imela je skromno družabno življenje, finančno pa je bila odvisna od moža. Leta 1923 se jima je rodil še sin Ivan Niko. V umetniškem ustvarjanju je bila ob majhnemu socialnemu krogu in skromnem trgu umetnin odvisna od moževih naročil, ki so bila vezana predvsem na sakralne objekte. Pogosto je ustvarjala dela, ki ji ne v tehničnem ne v estetskem smislu niso bila pisana na kožo, omejevali pa so jo tudi kratki časovni roki.
Ko so aprila 1942 italijanski okupatorji zaradi sodelovanja z OF ustrelili njenega sin Ivana Nika, na katerega je bila močno navezana, je postopoma nehala ustvarjati. Par je vse redkeje dobival naročila, Vurnika pa so postopoma odslovili s Fakultete za arhitekturo. Leta 1956 sta se preselila nazaj v Radovljico, kjer je Helena po dolgotrajni bolezni leta 1962 umrla.

## Delo
Kot umetnica je izhajala iz krogov dunajske secesije, ki je zaznamovala njen celoten ustvarjalni opus. Po preselitvi v Ljubljano je v dela vključila mnoge slovenske folklorne elemente in uporabljala slovenske narodne barve (belo, modro in rdečo). Opaziti je tudi močne vplive prerafaelitov (stilizirani rastlinski motivi) in slikarja Puvisa de Chavannesa (velike, ezoterične in mirne postave božanstev, svetnikov in zamaknjencev). Njeno ustvarjanje je dolgo ostalo v moževi senci, saj se sama v Ljubljani ni udeleževala razstav kot prej na Dunaju, čeprav je ustvarila mnoge umetniške presežke, ki so zaznamovali slovensko umetnost med obema vojnama. Kljub temu, da ni bila Slovenka in se je v Ljubljano preselila že kot zrela umetnica, je za njena najpomembnejša dela značilna močna nacionalna simbolika in vpetost v nacionalno-emancipacijsko gibanje pod okriljem katoliške cerkve. 

### Posvetna umetnost
Ustvarjalno pot je začela kot risarka ilustratorka pri dunajskem časopisu Extrablatt. Na Slovenskem je risala zaglavja in vinjete za Dom in svet, Mladiko in Koledar Mohorjeve družbe. Predvsem so zanimive njene ilustracije v Domu in svetu, pri katerih je razviden talent za ostro politično ironijo, s katero je oplemenitila dekorativne elemente. Ilustrirala je knjigo Jožefa Lesarja Apostoli Gospodovi I–II. 
Iz italijanskega in dunajskega časa so znane njene jedkanice Goslač in popevkarica, Na samotnih potih, Parižanka, V tihoti svetišča, Hiša v Bukari in Spominu Ivanu Cankarja. Izmed zgodnjih slikarskih del so ohranjena dela Žid, Pocestni delavec, Tržni dan v Mirandoli in Portret mlade žene. Nadaljevala je s slikanjem platen, vendar v veliko manjšem obsegu. Iz poznejšega obdobja je ohranjenih nekaj portretov ter slike Sijala je noč (po motivu ciganske pesmi), Dvorišče Vurnikove hiše v Radovljici idr.
Njeno najbolj znano posvetno delo so stenske slike v glavni dvorani stavbe Zadružne gospodarske banke na Miklošičevi cesti v Ljubljani, ki je danes znana kot Vurnikova hiša. Pri ustvarjanju je sledila moževi ideji o novem slovenskem narodnem arhitekturnem slogu, zato so za poslikave značilni folklorni elementi (slovenske narodne barve, stilizirani vzorci ljudskih vezenin in ženske figure v narodnih nošah). 

### Sakralna umetnost
Naročila so bila v veliki večini sakralne narave, npr. naročilo za poslikavo zasebne kapele škofa Andreja Karlina v Trstu leta 1915. Zanj je naslikala tri velike kompozicije: Marijino oznanjenje, Sv. Andrej in Velikonočno jutro, od katerih pa je dejansko končala le prvo. Velikih formatov do tedaj ni bila vajena, zato je bilo naročilo velik izziv. Paru je pri ustvarjanju svetoval prelat Franc Kimovec, ki jima je tudi posredoval cerkvena naročila. Leta 1919 sta prevzela naročilo za preureditev cerkvice v Topolu nad Medvodami, za katero je Helena naslikala sv. Katarino pred sodniki. Med njena najbolj znana cerkvena dela spadajo: Srce Jezusovo, Majska Madona (glavni oltar cerkve sv. Krištofa v Ljubljani, ki danes ne stoji več), Mala Terezika (v cerkvi sv. Petra v Ljubljani), Sv. Magdalena, Zdrava Marija, tabelne slike sv. Ane, Madona pod križem in Sv. Tadej (v cerkvi sv. Petra v Ljubljani), Majniška Madona (v ljubljanski stolnici), Marijino oznanjenje (cerkev sv. Vida v Šentvidu pri Ljubljani) in štiri manjše slike (glavni oltar cerkve v Sodražici). V vlogah svetnikov je pogosto upodobila moža in otroka, saj je vedno slikala po opazovanju, med podobami svetnic pa najdemo tudi njene avtoportrete.
Poleg platen je ustvarjala tudi v tehniki mozaika, v kateri je večkrat upodobila skupino štirih evangelistov, npr. štiri manjše podobe na retabulah v župnijski cerkvi v Radovljici, na krilnem oltarju v Mirnu (med 2. svetovno vojno so zgoreli) in na pročelju cerkve sv. Petra v Ljubljani, kjer je skupina upodobljena z osrednjo postavo Kristusa med delfinoma, ki sta simbol vstajenja. Za župnijsko cerkev v Kranju je ustvarila mozaik Marija morska zvezda, za pročelje benediktinske bazilike v Opatiji pa mozaik Madona – morska zvezda. 
Ustvarila je tudi mnogo predlog, vzorcev in osnutkov za umetno vezenje na liturgičnih oblačilih, ki so jih izdelovale šolske sestre v Mariboru. Za škofa Antona Bonaventuro Jegliča je leta 1923 oblikovala ornat, ki si ga je zamislila v narodnih barvah in prepletenega z zlatimi nitmi. Pri tem je sodelovala z veziljo Nežo Emo Mikec. Leta 1938 je bil razstavljen na mednarodni razstavi v Berlinu, kjer je zanj prejela diplomo in plaketo. Poleg tega je oblikovala tudi zastave, cerkveno bandero, okrasje za cerkvene zvonove in liturgično posodje za Trnovsko župnijo v Ljubljani ter emajlirano okrasje na tabernakljih in monštrancah.